# Armadillagraecia
Armadillagraecia is een geslacht van rechtvleugeligen uit de familie sabelsprinkhanen (Tettigoniidae). De wetenschappelijke naam van dit geslacht is voor het eerst geldig gepubliceerd in 2010 door Rentz, Su, Ueshima & Robinson.

## Soorten
Het geslacht Armadillagraecia omvat de volgende soorten:
- Armadillagraecia mataranka Rentz, Su, Ueshima & Robinson, 2010
- Armadillagraecia triodiae Rentz, Su, Ueshima & Robinson, 2010
- Armadillagraecia yerilla Rentz, Su, Ueshima & Robinson, 2010